# Hôtel de Grandval-Caligny
L'hôtel de Grandval-Caligny est un hôtel particulier, du XVIIIe siècle, qui se dresse sur le territoire de la commune française de Valognes dans le nord du département de la Manche, en région Normandie. La demeure est partiellement inscrite au titre des monuments historiques.

## Localisation
L'hôtel de Grandval-Caligny est situé aux nos 30, 32, 34 & 34bis rue des Religieuses à Valognes, dans le département français de la Manche.

## Historique
Construit au tout début XVIIIe siècle par Adrien Morel (1630-1694), écuyer, sieur de Saint-Cyr, ou par son fils Adrien Morel de Courcy (1670-1752), gouverneur de Valognes, l'hôtel est agrandi d'un pavillon latéral par le gendre de ce dernier, Anthenor-Louis Hüe de Caligny, vers le milieu du XVIIIe siècle. Anthenor et son épouse auront trois enfants : Charles Albert Hüe de Caligny, en possession du manoir de la Cour d'Huberville, Bernard Henri Hüe de Caligny, en possession de Flottemanville, et Anthenor Guillaume Hüe de Caligny, dont l'épouse, Rose Chrétienne d'Aubigny, lui apportera en dot le château de Neuville-au-Plain. Celle-ci reçoit dans son hôtel ses « sœurs » de la loge maçonnique dite « d'adoption », réservée aux épouses ; leurs époux adhèrent à celle de l'« Union militaire » de Valognes. Ce dernier couple verra deux de ses enfants tués sur les champs de bataille napoléoniens, et leur fille Rose Julie Hüe de Caligny, épousera, en 1808, Michel Bauquet de Grandval. L'hôtel porte encore aujourd'hui le nom de Grandval-Caligny, du nom de ses anciens possesseurs.
Il reste dans la famille de Caligny jusqu’à la fin du XIXe siècle[réf. nécessaire]. En 1877 l’hôtel est acheté par Monsieur Le Maréchal propriétaire du Grand Hôtel du Louvre voisin, puis, au début du XXe siècle, le bâtiment principal devient propriété de la famille Fauvel, tandis que les autres parties trouvent divers acquéreurs. 
A partir de 1872 jusqu’au 6 décembre 1887, l’écrivain normand, Jules Barbey d'Aurevilly y résidera chaque été et automne dans un appartement du premier étage, où l’on peut encore y voir son poêle en faïence. Il y dort dans le lit de son père, et dispose, sur la cheminée monumentale, le buste de sa grand-tante, le « Buste-Jaune ». C'est là qu'il met la dernière main à son recueil de nouvelles Les Diaboliques (1874). C'est ici qu'il recevait Mgr Anger-Billards, le violoniste Armand Royer et son épouse Marie Villoteau[réf. nécessaire], le statuaire Le Véel, et l'abbé Lefoulon, chapelain de l'abbaye de Saint-Sauveur-le-Vicomte.

## Description
Grandval-Caligny est un spécimen typique d'hôtel particulier sur rue, cour et jardin. Son bâtiment central comporte un corps de logis avec pavillon central à pilastres. Côté cour, ce logis principal s'élève sur trois niveaux, tandis que du côté jardin il ne comporte qu'un étage sur rez-de-jardin en raison de la déclivité du terrain. Le tout est flanqué à l'Est d'un pavillon ajouté au XVIIIe siècle. La cour d'honneur à laquelle on accède par une porte cochère est bordée d’une terrasse surélevée à balustrade double, rare exemple en France de ce type de terrasse dite "à  l'italienne", séparant la cour d'honneur de la basse-cour. 
A l'intérieur de l'édifice, l'escalier est en pierre avec une rampe en fer forgé.

## Protection
Par arrêté du 21 septembre 1982, sont protégés au titre des monuments historiques : les façades et toitures sur la rue, la cour et le jardin, la terrasse à l'italienne et sa double balustrade, l'escalier intérieur et sa rampe en fer forgé.  

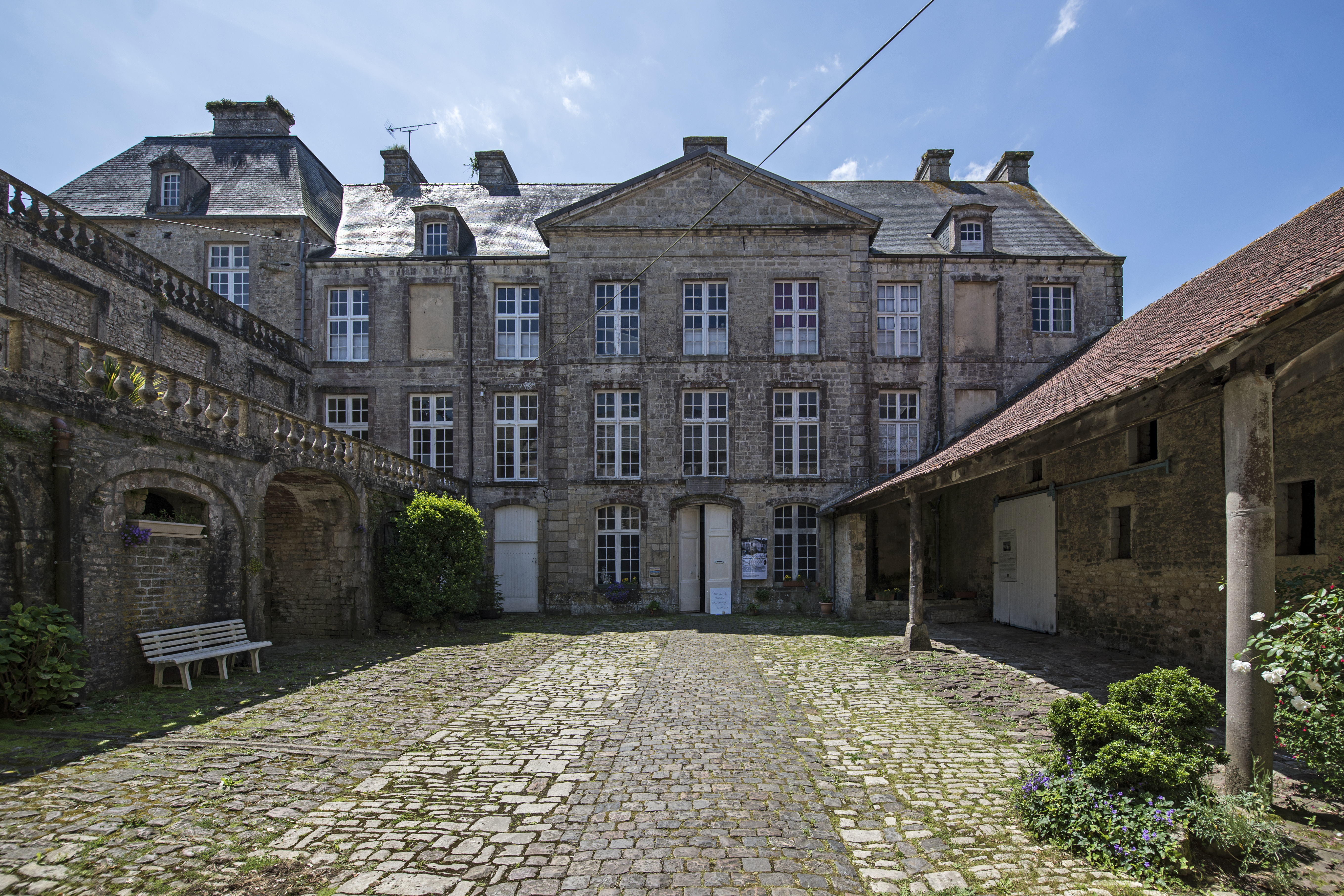
La façade principale sur la cour intérieure.
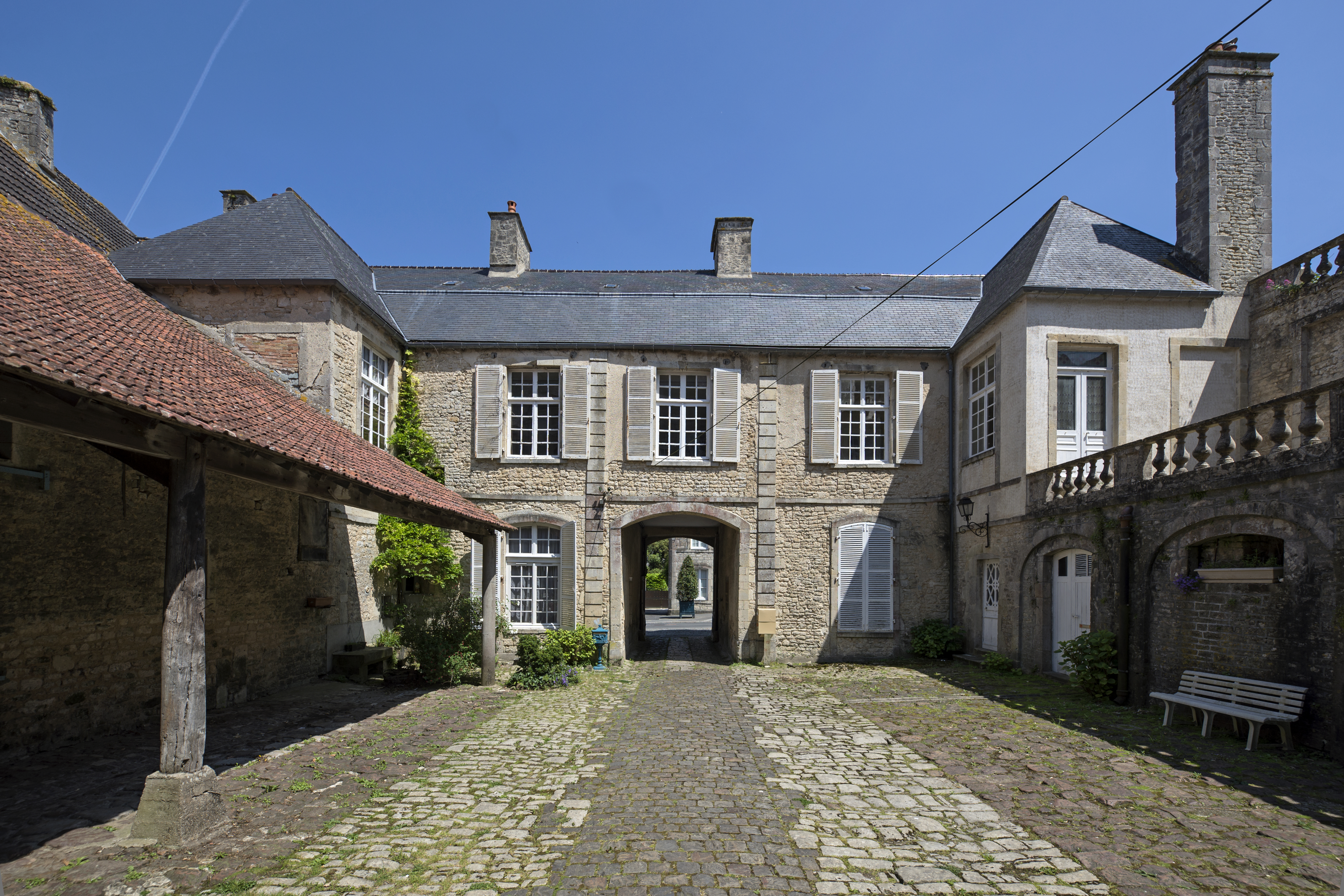
Le bâtiment sur rue et le porche vus depuis la cour.
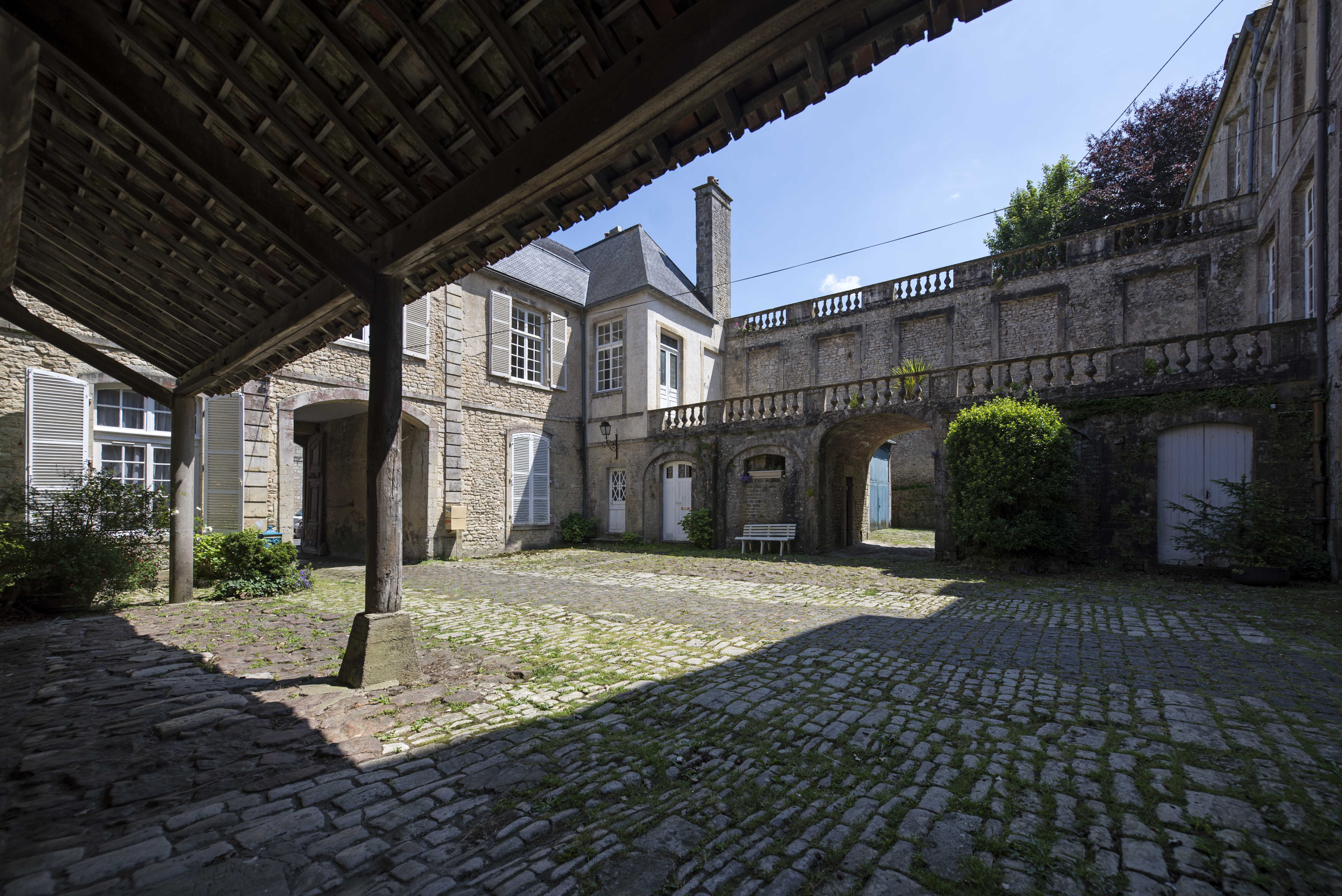
La cour intérieure et sa terrasse à double balustrade
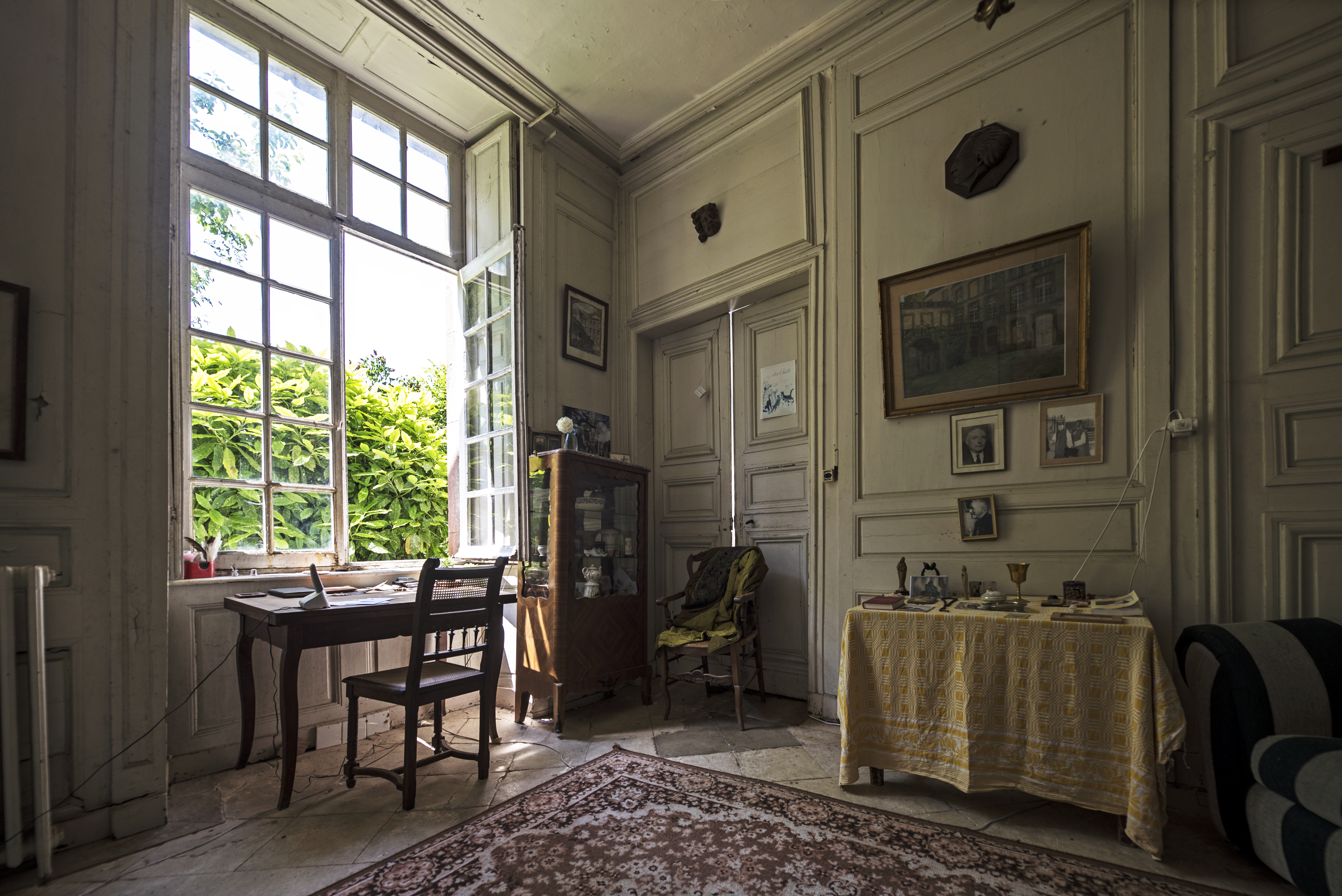
Une pièce côté jardin.